# Мочар, Ласло
Ласло Мочар (венг. Móczár László; 10 декабря 1914 — 3 июля 2015) — венгерский энтомолог, гименоптеролог, профессор, специалист по жалящим перепончатокрылым (осам-блестянкам, бетилидам и другим).

## Биография
Родился 10 декабря 1914 года в городе Кишкунфеледьхаза (Венгрия). Отец, Миклош Мочар, с 1909 года преподавал минералогию, химию, ботанику и зоологию в Институте подготовки учителей в Кошице. Во время Первой мировой войны в 1915 году семья Мочар бежала в Кишкунфеледьхазу при поддержке родственников. Когда опасность миновала, они вернулись в Кассу (Кошице, Словакия), откуда они были вынуждены снова вернуться в Кишкунфеледьхазу в 1919 году. А затем в 1920-е годы его отец был вновь нанят местным педагогическим колледжем, а в 1930 году Миклош Мочар был назначен директором недавно построенного Института подготовки учителей в Ясберени. После изучения зоологии в Будапеште он получил докторскую степень по зоологии, минералогии и географии в 1937 году в Университете им. Петра Пазмани в Будапеште (современный университет Loránd Eötvös University of Science), где он также в 1938 году стал приватдоцентом. Трудовую деятельность начал в 1937 году в зоологическом отделе Музея естествознания в Будапеште. В 1939 году, незадолго до начала Второй мировой войны, он был призван в армию в возрасте 25 лет. Военная служба длилась два года, а после шести недель обучения его отправили на фронт в качестве артиллериста. Вместе со своей бригадой он участвовал в боях в Закарпатье, Северной Венгрии, Северной Транссильвании и Южной Венгрии. Его военные заслуги были отмечены благодарностью командира бригады, а также он был награждён медальоном повторной оккупации Северной Венгрии, Транссильвании и Южной Венгрии (Medallion of the Reoccupation of Northern Hungary, Transsylvania and Southern Hungary). В октябре 1940 года он был отправлен в резерв офицером запаса. С 1941 года он преподавал в педагогическом институте в Клуж-Напока (Клаузенбург). В то же время он был адъюнктом в университете им. Франца-Иосифа. Тем временем его снова призвали в армию. Попал в американский плен. Вышел в отставку лейтенантом артиллерии.
В 1950 году он стал частным учителем биологии насекомых в Венгрии. В 1951 году он был переведён в Национальный центр музеев и памятников на два года с предоставлением субботнего дня исследований, а затем в Министерство культуры, где он отвечал за национальное управление зоологических исследований и музейных выставок. В 1952 году он получил степень бакалавра наук в области биологических наук в Венгерской академии наук. С 1956 года работал в Венгерском музее естественной истории в Будапеште, в 1960 получил степень доктора биологических наук (Doctor of Biological Science, DSc), а в 1969 году был назначен профессором и заведующим кафедрой зоологии на факультете естественных наук в Сегедский университет. Здесь он закончил в 1982 году свою активную, весьма успешную работу в качестве исследователя и преподавателя университета. Выступал с докладами на пяти международных энтомологических конгрессах: в Вене (1960 год, Австрия, 11-й Международный конгресс), Лондоне (1964, 12-й), Москве (1968, СССР, 13-й), Канберре (1972, Австралия, 14-й), Киото (1980, Япония, 16-й).
Осенью 1946 года он женился на Грети (Margit Libay). У них было 3 детей (Katalin, Klári и Géza), а также девять внуков и двадцать правнуков.
Умер 3 июля 2015 в Будапеште (Венгрия) спустя полгода после смерти его жены Грети (она скончалась 1 января 2015 года, после почти 70 лет счастливого брака с профессором).

## Труды
Гименоптеролог, один из крупнейших специалистов по жалящим перепончатокрылым (осам-блестянкам, бетилидам и другим Chrysidoidea, Vespoidea и Apoidea), а также Tenthredinoidea и Ichneumonoidea. Описал около 300 новых для науки таксонов. Автор 371 публикации (статей и двух десятков книг), из которых 198 научных и 173 популярных, которые используются в университетах и школах. Шесть его учеников стали профессорами. Был признанным автором фотографий животных и пионером макрофотографий насекомых. За свои фильмы и фотографии получил награды в Солт-Лейк-Сити (США) и в Каннах (Франция).
Был крупнейшим специалистом по осам Cleptinae (Chrysididae), Ceropalinae (Pompilidae) и Mesitinae (Bethylidae).

### Книги
- 1948. Természetismeret Az általános biológia, növénytan és állattan vázlata (Társszerző: Haraszty Árpád) Egyetemi Nyomda, Budapest. 297 pp.[13]
- 1950. Állathatározó 1-2 kötet. Közoktatásügyi Kiadóvállalat, Budapest, Szocialista nevelés könyvtára sorozat. (Animal identification book). — Tankönyv Kiadó 1950: I. 1-128, II. 1-247.[14]
- 1954. A tiszavirág (Társszerző: Csongor Győző) Népművelési Minisztérium Múzeumi Főosztálya, Budapest. 32 pp.[15]
- 1957. Rovarok közelről («Насекомые крупным планом») Bibliotheca Kiadó 237 pp. + 160 фото.[16][17]
- 1962. Állatok gyűjtése Gondolat Kiadó, Budapest, 490 pp., 186 рис., 24 фото.[18]
- 1963. Képes állatvilág I. Hazai gerinctelen állatok Móra Ferenc Ifjúsági Könyvkiadó, Budapest 256 pp., 300 фото.[19]
- 1963. Képes állatvilág II. Hazai gerinces állatok Móra Ferenc Ifjúsági Könyvkiadó, Budapest 255 pp., 300 фото.[20]
- 1967. Chrysidoidea — Fémdarázs-alkatúak. — In: SZÉKESSY, Magyarország Állatvilága. Fauna hung. 86 13: 1-118. Budapest.
- 1969. Állathatározó 1-2 kötet. Tankvk., Budapest.[21]
- BAJÁRI E. & L. MÓCZÁR (1969): Mesochorinae. Ichneumonoidea IV. — In: Magyar. Állatt. Fauna hung. 11: 1-122. Budapest. (1969): Állathatározó. — In: MÓCZÁR L. & Koautoren, Társai I—II. Animal book). 2. Kiadás (2. Ausgabe). — Tankoü-Jiadó. Red.
- MÓCZÁR L. & L. ZOMBORI (1973): Levéldarázs-alkatúak I. Tenthredinoidea I. — In: SZÉKESSY, Magyarország Állatvilága. — Fauna hung. III. 11: 1-128. Budapest.
- 1974. Legyek, hangyák, méhek, darazsak («Мухи, муравьи, пчёлы, осы») Búvár Zsebkönyvek sorozat, Móra Könyvkiadó, Budapest. ISBN 9631100278 63 pp.[22]
- 1975. Kis állathatározó Tankönyvkiadó, Budapest. ISBN 9631700844, 363 pp. + 45 фото.[23]
- 1977. Kis állathatározó Tankönyvkiadó, Budapest. ISBN 9631728250, 224 pp. + 455 фото.[24]
- 1978. Legyek, hangyák, méhek, darazsak Búvár Zsebkönyvek sorozat, Móra Könyvkiadó, Budapest. ISBN 9631128326 63 pp.[22]
- 1982. Legyek, hangyák, méhek, darazsak Búvár Zsebkönyvek sorozat, Móra Könyvkiadó, Budapest. ISBN 963-11-2832-6 63 pp.[25]
- 1983. Méhek, méhészkedés (Csak illusztrálta Móczár László) Mezőgazdasági Kiadó, Budapest. 252 pp. ISBN 963231641X[26]
- 1984. Állathatározó 1-2 kötet. Tankvk., Budapest. (3.Gesamtausgabe, 1984: I: 1-800, II: 1-862. — Tankönyvkiadó. Budapest) ISBN 963 17 5150 3[27]
- 1987. Rovarbölcsők Gondolat Kiadó Budapest. ISBN 9632817532 186 pp., 177 фото.[28]
- 1990. Rovarkalauz Gondolat Kiadó Budapest. ISBN 9632823133, 260 pp., 350 фото.[29]
- 1995 Redősszárnyúdarázs-szerűek — Vespoidea. Magyarország Állatvilága. — Fauna Hung. 172: 1-181. Budapest.
- 2006 Móczár Miklós Tudós tanárok, tanár tudósok sorozat Országos Pedagógiai Könyvtár és Múzeum Kiadó, Budapest : 1-96. ISBN 963 9315 95 8[30]

## Признание
Источники:
- Золотая медаль Фривальдского от имени Венгерского энтомологического общества (Frivaldszky-Medaille der Ungarischen Entomologischen Gesellschaft), 1975 год
- Почётная медаль Международного энтомофаунистического симпозиума из Базеля, 1999 год
- Премия Венгерского биологического общества имени Шандора Горка за преподавание и организацию биологических работ (Gorka-Preis der Ungarischen Biologischen Gesellschaf), 1993 год
- Член Королевского энтомологического общества (Великобритания), 1989 год
- Член Австрийского энтомологического общества (Österreichischen Entomologischen Gesellschaft), 1975 год
- Член Академии наук «Святого Стефана» (Szent István Tudományos Akadémia), 2004 год.

## Таксоны, названные в честь Мочара
- Apodesmia moczari
- Ammophila moczari Tsuneki, 1967
- Bracon moczari Papp, 1969[31]
- Cerceris moczari Tsuneki, 1971
- Chrysis moczari Linsenmaier, 1959
- Cleptes moczari Linsenmaier, 1968
- Conostigmus moczari Szabö, 1979
- Cryptoplatycerus moczari Trjapizin, 1982
- Dryinus moczari Olmi, 1992
- Exetastes moczari Momoi, 1973
- Halticoptera moczari Erdös, 1952
- Halticopterina moczari
- Hungarogryon moczari Szabo, 1966
- Irenangulus moczari Wahis, 2004
- Megaplectes moczari Györfi, 1942
- Mesitius moczari Nagy, 1968
- Miltogramma moczari Mihalyi, 1979
- Multogrammidium moczari
- Moczariella[32]
- Moczariella centenaria
- Moczarellus Wolf, 1960
- Multogrammidium moczari Mihälyi, 1979
- Neochrysocharis moczari Szelenyi, 1973
- Opius moczari Fischer, 1990
- Orgilus moczari Papp, 1981
- Pholetesor moczari
- Platygaster moczari Szabó, 1976
- Podalonia moczari (Tsuneki, 1971)
  - =Ammophila moczari Tsuneki, 1971
- Polytribax moczari (Gyorfi, 1944)
- Pondoros moczari Argaman, 1990[33]
- Sybra moczari Breuming, 1981
- Telenomus moczari Szabo, 1978
- Tiphia moczari Krombein, 1982